# 魏氏亚美蛛
魏氏亚美蛛（学名：Yamia watasei）为捕鸟蛛科亚美蛛属的动物。分布于台湾岛等地，生活习性为穴居。该物种的模式产地在台湾。